# Страхоциці
Страхоциці (пол. Strachocice) — село в Польщі, у гміні Добра Турецького повіту Великопольського воєводства.
Населення — 207 осіб (2011).
У 1975-1998 роках село належало до Конінського воєводства.

## Демографія
Демографічна структура станом на 31 березня 2011 року:
|          | Загалом | Допрацездатний вік | Працездатний вік | Постпрацездатний вік |
| -------- | ------- | ------------------ | ---------------- | -------------------- |
| Чоловіки | 108     | 22                 | 71               | 15                   |
| Жінки    | 99      | 22                 | 52               | 25                   |
| Разом    | 207     | 44                 | 123              | 40                   |